# Зелёная Балка (Великобелозёрский район)
Зелёная Балка (укр. Зелена Балка) — село,
Гюновский сельский совет,
Великобелозёрский район,
Запорожская область,
Украина.
Код КОАТУУ — 2321183502. Население по переписи 2001 года составляло 1 человек.

## Географическое положение
Село Зелёная Балка находится в балке Зелёная, на расстоянии в 1,5 км от села Гюновка.
По селу протекает пересыхающий ручей с запрудой.

## История
- 1861 год — дата основания как село Майчекрак.
- 1945 год — переименовано в село Зелёная Балка[2].